# Kitaibelia vitifolia
Kitaibelia vitifolia är en malvaväxtart som beskrevs av Carl Ludwig von Willdenow. Kitaibelia vitifolia ingår i släktet Kitaibelia och familjen malvaväxter. Inga underarter finns listade i Catalogue of Life.

## Bildgalleri

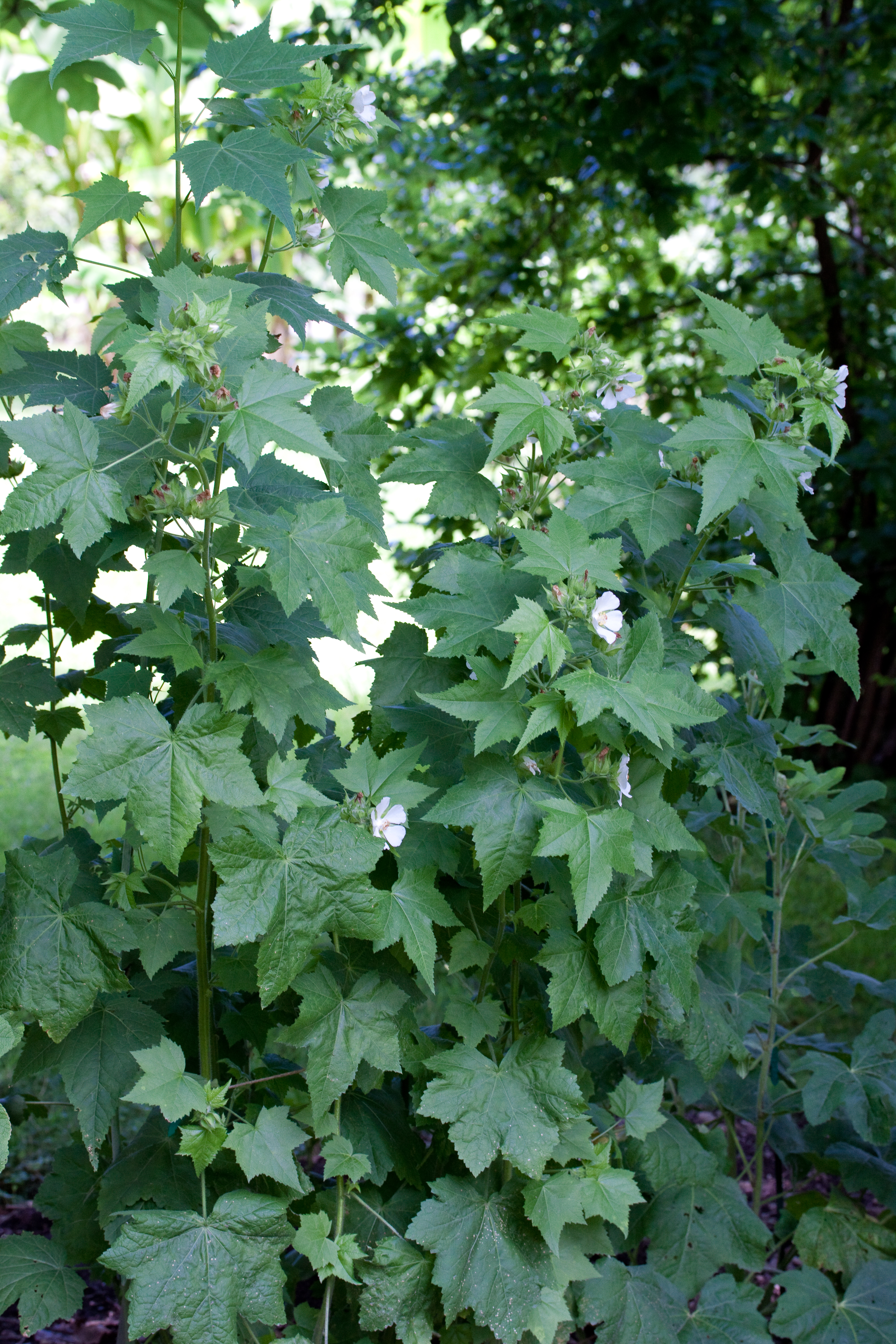
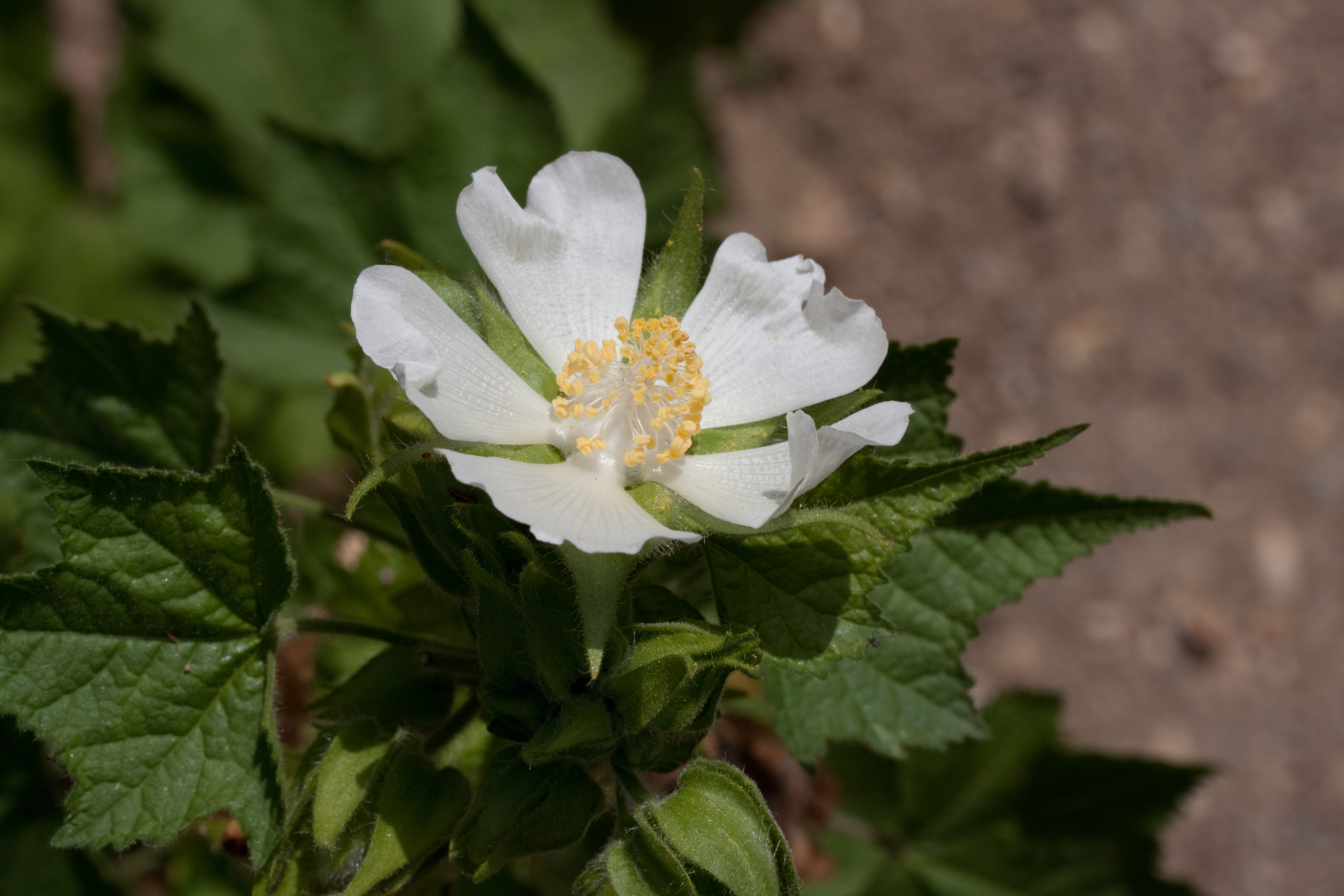
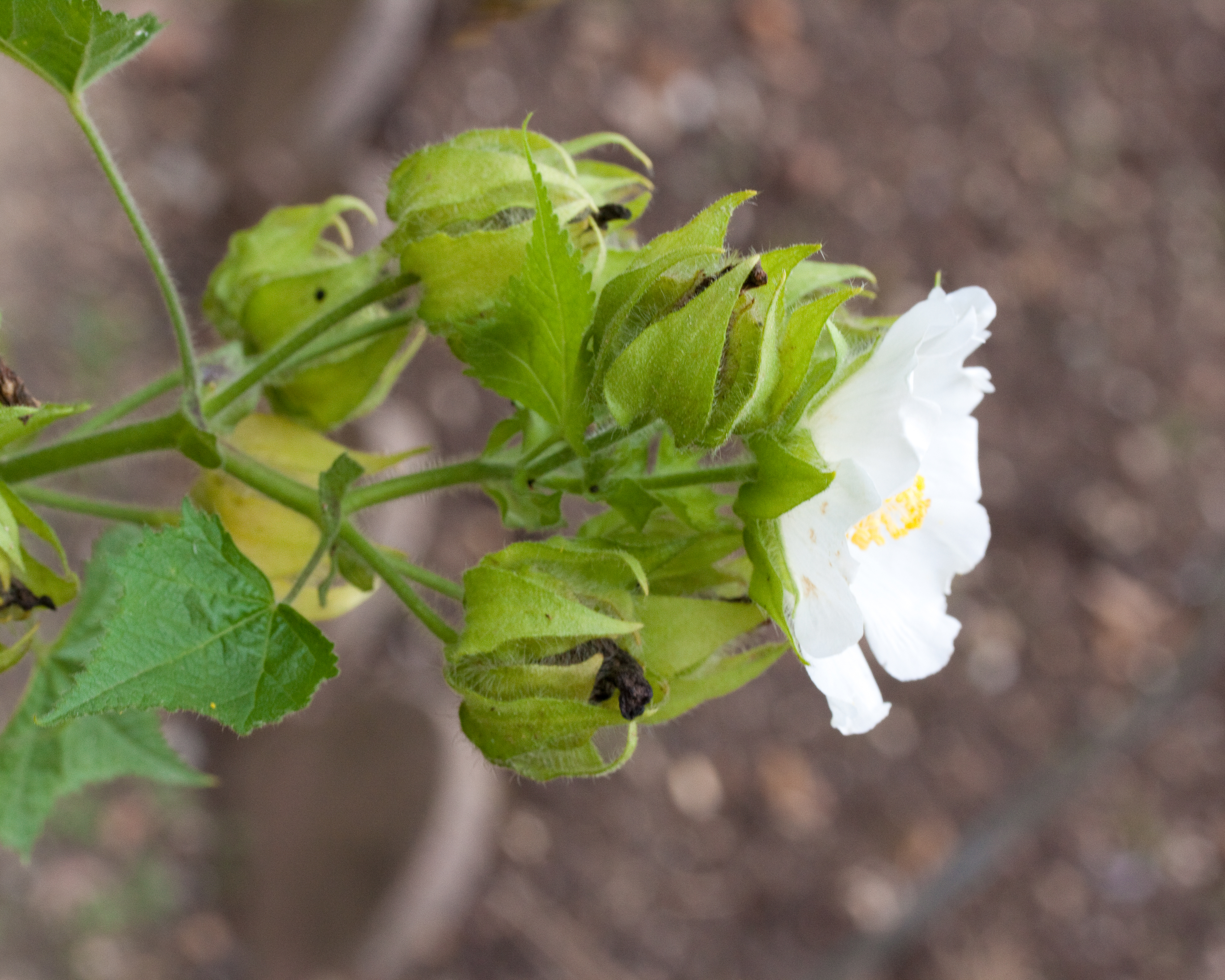
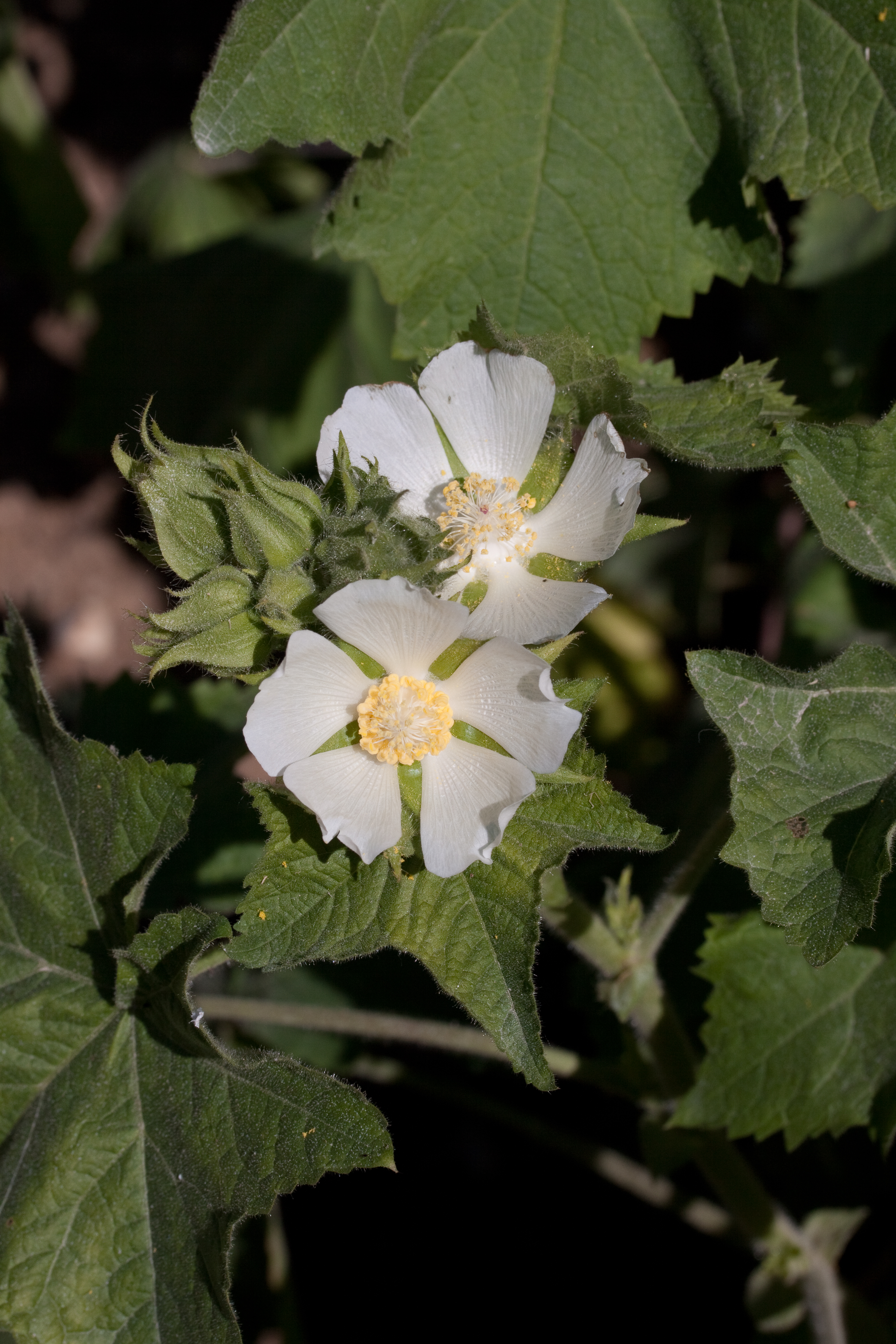
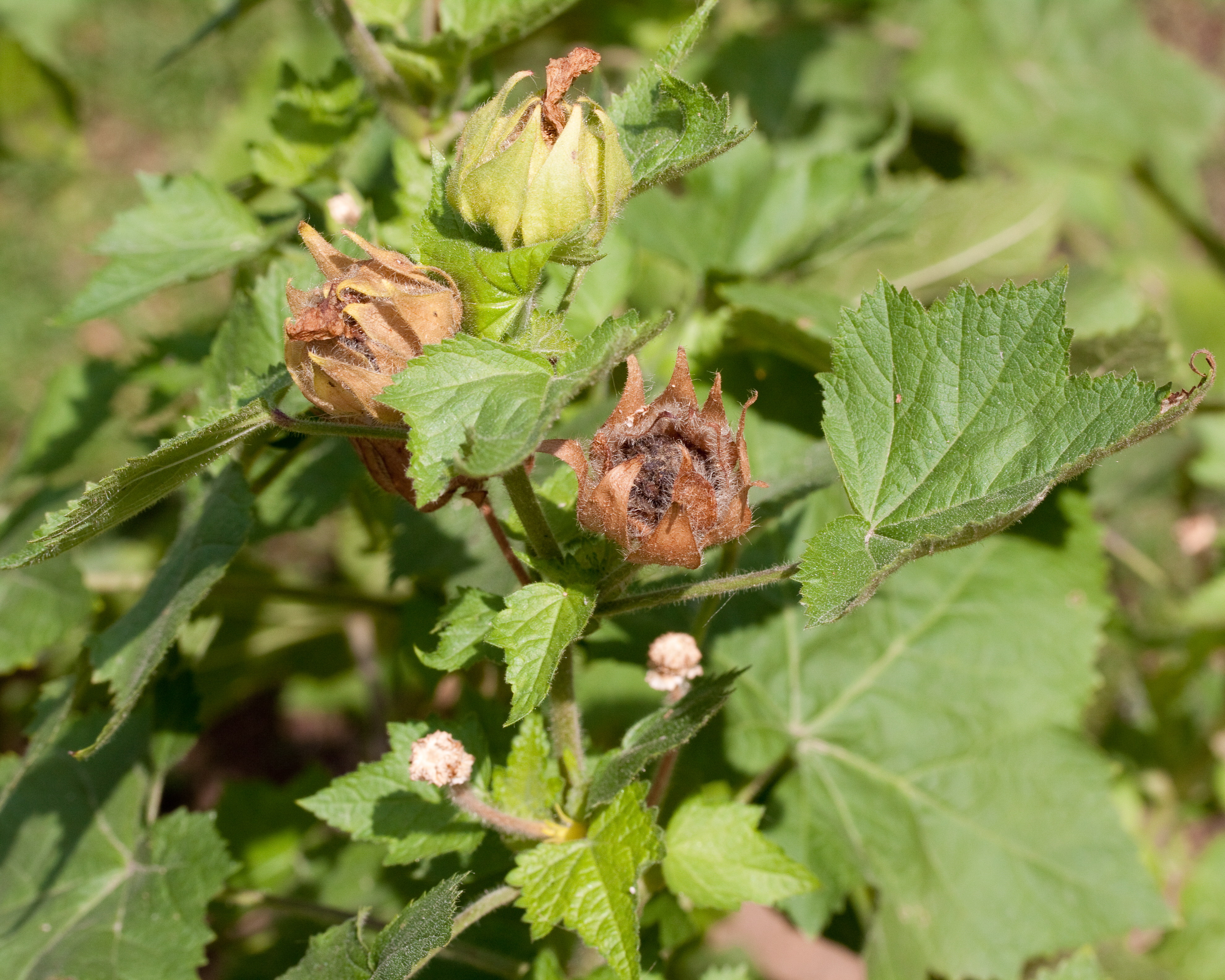
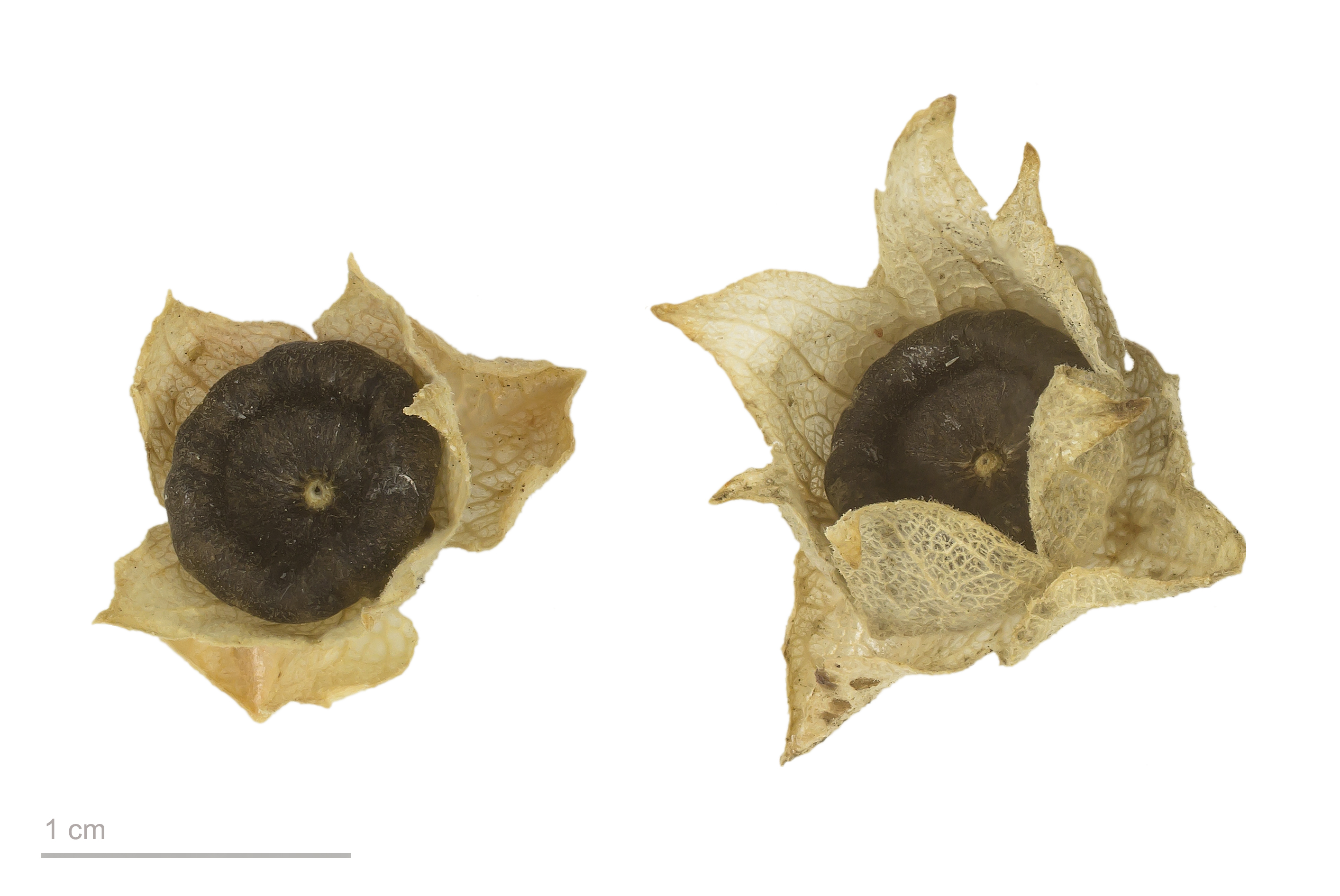
Kitaibela vitifolia - Museum specimen